# Babuganj Upazila
Babuganj Upazila är ett underdistrikt i Bangladesh. Det ligger i den södra delen av landet, 100 kilometer söder om huvudstaden Dhaka.
Trakten runt Babuganj Upazila består till största delen av jordbruksmark. Runt Babuganj Upazila är det mycket tätbefolkat, med 3 022 invånare per kvadratkilometer.